# Bellinge (plaats)
Bellinge is een plaats in de Deense regio Zuid-Denemarken, gemeente Odense. De plaats telt 4915 inwoners (2020).

## Station

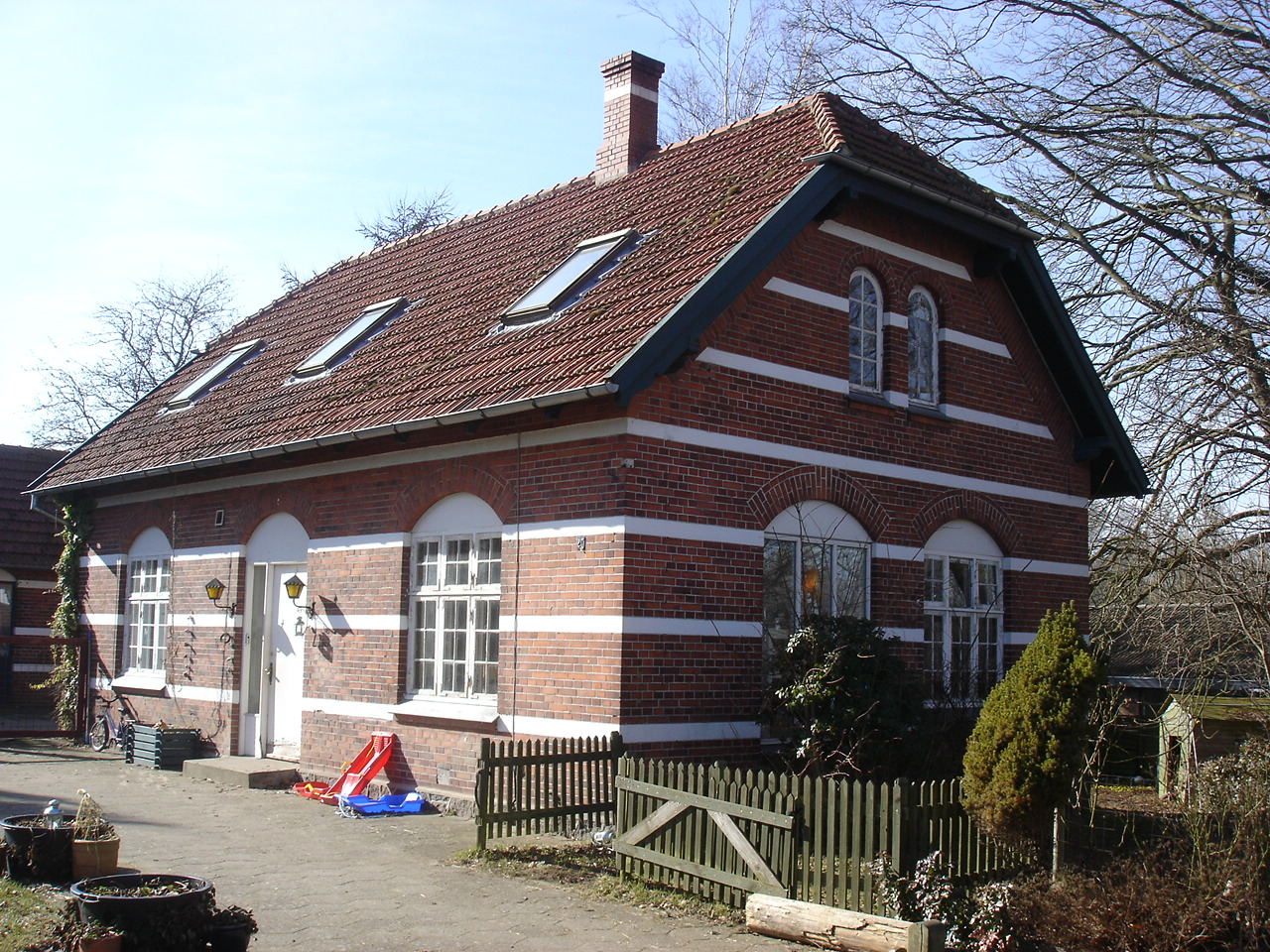
Voormalig station

Het dorp ligt aan de voormalige spoorlijn Odense - Faaborg. De lijn werd in 1953 gesloten, maar het vroegere stationsgebouw is nog steeds aanwezig.